# Jeanvoinea
Jeanvoinea är ett släkte av skalbaggar. Jeanvoinea ingår i familjen långhorningar.
Kladogram enligt Catalogue of Life:
| Jeanvoinea | \| \| Jeanvoinea annulipes \| \| \| \| \| \| Jeanvoinea borneensis \| \| \| \| |
|            | \| \| Jeanvoinea annulipes \| \| \| \| \| \| Jeanvoinea borneensis \| \| \| \| |
|            | Jeanvoinea annulipes                                                           |
|            |                                                                                |
|            | Jeanvoinea borneensis                                                          |
|            |                                                                                |